# Oravský hrad
Oravský hrad je hrad na Slovensku v obci Oravský Podzámok. Je to výrazná dominanta oravského regionu, patří mezi nejvýznamnější památky hradního stavitelství na území Slovenska. Hrad chráněný jako národní kulturní památka je zpřístupněn veřejnosti denně od května do března.

## Historie

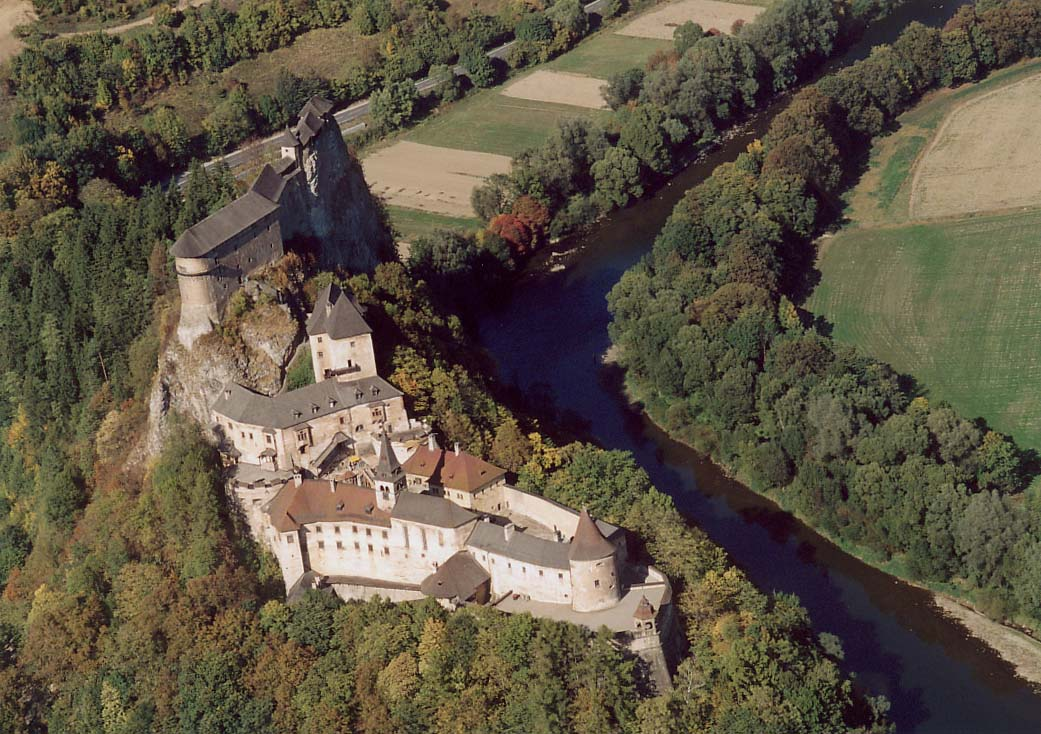
Oravský hrad, letecký snímek

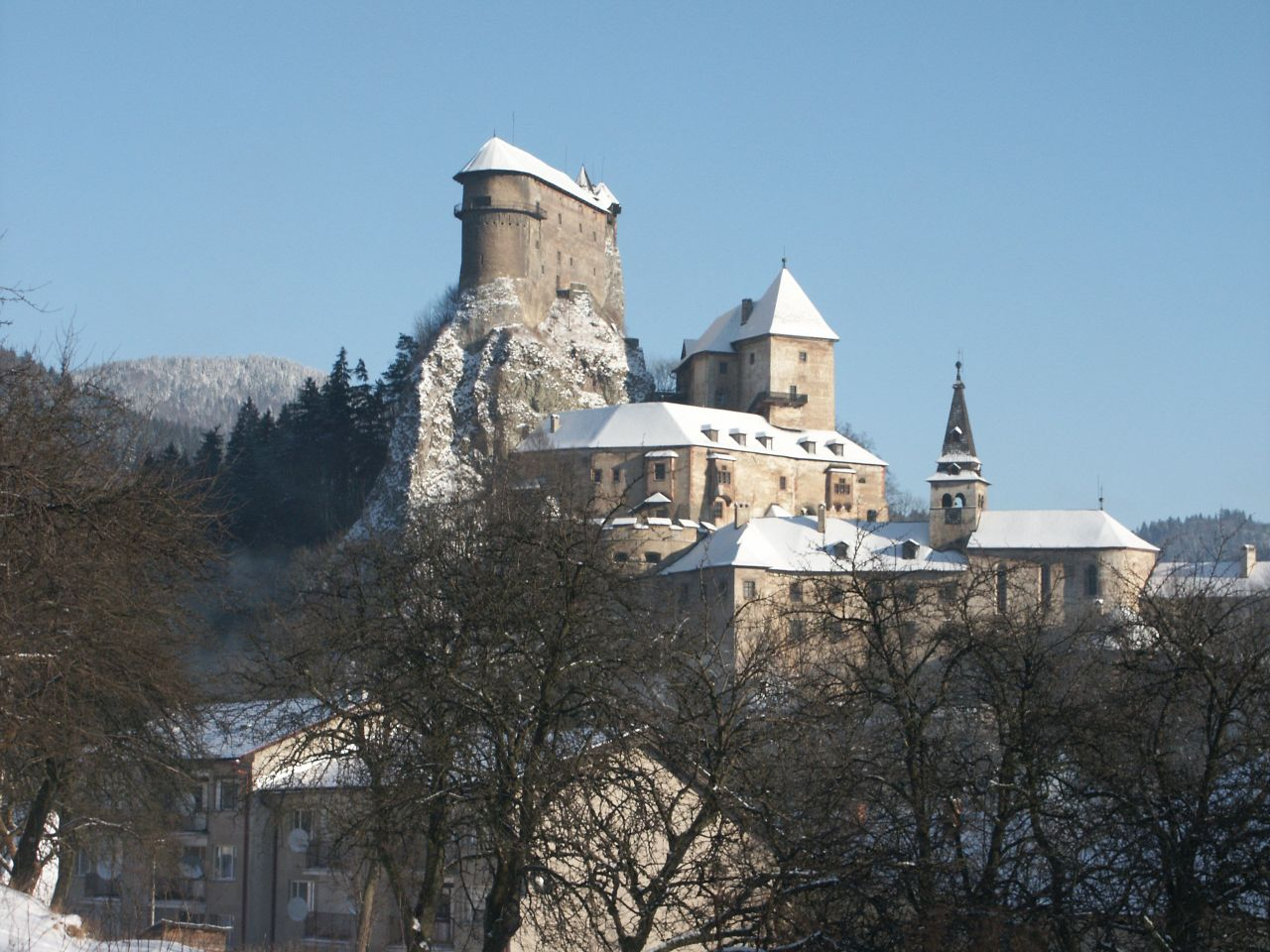
Oravský hrad v zimě

Oravské hradní bradlo (součást Oravské vrchoviny), na kterém se nad hladinou řeky Oravy a nad obcí Oravský Podzámok vypíná Oravský hrad, byl odedávna[kdy?] opevněným hradištěm, chráněným od severu skalním masivem a od jihu půlkruhovým zemním valem. Nejvyšší část hradu je ve výšce 112 metrů nad hladinou řeky Orava.
Hradní vyvýšenina byla osídlena již v pravěku.
V polovině 13. století zde postavili pravděpodobně na místě dřevěného hrádku zděný hrad, který je poprvé písemně zmiňován v roce 1267, když ho král Béla IV. převzal od Mika Balašy výměnou za Žilinu, Varín a Sučany a stal se královským majetkem. V roce 1298 hrad patřil k území Matúše Čáka Trenčanského, po něm se dostal do rukou magistra Donče, v 14. století panovníka Karla Roberta, později dalších významných šlechticů, například komorního hraběte Leopolda, Stibora ze Stibořic a jiných. Od roku 1441 byl kastelánem hradu Peter Komorovský, který ho nejen ubránil proti husitům, ale šikovnou politikou a vyjednáváním se nakonec stal i županem Oravy, což se projevilo i opravou a opevněním hradu. V 15. století se hrad stal majetkem panovníka Matyáše Korvína, který provedl řadu opatření pro bezpečnost hradu a samotného území Oravy. V roce 1534 získal hrad i s hodností župana Ján z Dubovca. Po jeho smrti spravoval hrad Václav Sedlnický, od roku 1556 František I. Turzo, který ho získal koupí za 18 338 zlatých do dlouhodobého nájmu, dokud mu královský dvůr nevrátí vynaložené náklady. Později hrad vlastnil jeho syn Juraj VII. Turzo, který ho v roce 1606 získal už do trvalého a dědičného vlastnictví po meči i přeslici. Juraj Turzo měl jednoho syna Imricha a sedm dcer.
Smrtí Imricha Turza vymřel rod po meči. Jelikož Juraj Turzo si nepřál, aby jeho majetky byly rozděleny, po smrti jediného mužského potomka, stanovil ve své závěti princip nedělitelnosti majetků, pouze výnosů z nich. V roce 1626 se na hradě Lietava sešlo sedm dcer Juraje Turza a založily tzv. Oravský komposesorát – spoluvlastnictví (Oravské hradní panství), které mělo vždy voleného jednoho komposesora – ředitele, který spravoval tyto majetky. V rozpětí let 1556–1621 dali Turzové hrad postupně přestavět a opevnit.
Hrad vznikl na strategicky důležitém místě uhersko-polské cesty (dříve také důležité jantarové stezky) v blízkosti celní stanice v Tvrdošíně a od roku 1370 byl župním hradem. Komplex budov horního, středního a dolního hradu, zabírající tři výškové terasy hradní skály, stavěli postupně od poloviny 13. až do začátku 17. století. Nejstarší částí byl palác na horním hradě, zabezpečený opevněním v oblasti dnešního středního hradu. K velkým stavebním úpravám došlo na konci 15. a na začátku 16. století, když byl postaven obytný palác ve středním hradě, zesílený po bocích kruhovými baštami. Tehdy se současně stavěla a zesilovala opevnění v prostorách dolního hradu.
Další stavební činnost obnovili v druhé polovině 16. století Turzové rekonstrukcí zpustlého horního hradu a stavbou tzv. Turzova paláce, dobudovaného k západní baště středního hradu. Výsledkem stavební činnosti na počátku 17. století byla stavba paláce a přestavba opevnění v dolním hradě, čímž dostal celý hradní komplex svoji dnešní podobu. 
V době stavovských nepokojů v druhé polovině 17. století se hradu na čas v roce 1672 zmocnili selští povstalci pod vedením Gašpara Piky. Během povstání Františka II. Rákocziho hrad v roce 1703 dobyli povstalci pod velením Alexandra Károlyho. O pár měsíců později hrad obléhala císařská vojska a to až do roku 1709 kdy se posádka hradu vzdala.
V roce 1800 vypukl na hradě požár pravděpodobně tak, že z komína vyskočila jiskra, zapálila střechu a odtud se rozšířil požár na celý hrad. Částečné záchranné práce prováděl František Zič a v letech 1906–1912 zrestauroval střední část Jozef Pálfi. Opravné a rekonstrukční práce se dělaly na hradě i na přelomu 19. a 20. století. Během druhé světové války použila německá vojska hrad jako dělostřeleckou pozorovatelnu. Po tom, co na budovu vypálili sovětští dělostřelci salvu z raketometů kaťuša, se Němci na štěstí pro hrad stáhli a před Rudou armádou utekli. K velkorysé obnově celého hradu se přistoupilo až v letech 1953–1968 (projekt K. Chudomelka a K. Chudomelková, Stavoprojekt Bratislava, 1955), po jejímž dokončení se stal důstojným sídlem Oravského muzea.

## Členění
Oravský hrad se člení na horní, střední a dolní hrad.
- Horní hrad tvoří Citadela - nejstarší část hradu, která byla postavena v 13. století a sloužila na obranu hradu.
- Střední hrad se skládá z Korvínova paláce, paláce Jána z Dubovce a obytné věže. Na středním hradě se nachází hradní studna, jejíž původní hloubka byla devadesát metrů. Studnu dal vyhloubit František Turzo, v polovině 16. století měřila sedmdesát metrů.[1]
- Dolní hrad tvoří Turzův palác, kaple svatého Michala, západní a východní bašta, budova fary a obranný systém složený z první, druhé a třetí hradní brány.

## Expozice
V prostorách Oravského hradu se v současnosti nacházejí expozice Oravského muzea P. O. Hviezdoslava – historická, etnografická a přírodovědná. Nejvýznamnějším exponátem historické expozice je samotný hradní komplex se svými exteriéry a interiéry, které prezentují způsob a styl bydlení v minulosti.
Etnografická expozice obnovená v roce 2007 prezentuje materiální a duchovní kulturu regionu Oravy. Kompozičně je zaměřena na tradiční zaměstnání lidu – salašnictví, ale i na dokumentaci běžného života. Přírodovědná expozice, též obnovená v roce 2007, je zaměřena na prezentaci charakteristických prvků a zvláštností přírodního prostředí Oravy, které prezentuje formou textů, fotografií a dioram ve vitrínách.

## Hrad v kultuře
- Pověst Krvavá noc na zámku Oravském, Pavel Cancrini
- Na hradě byl natáčen film Upír Nosferatu z roku 1922. Dále se zde točily filmy jako Kráľ drozdia brada, Princezná a žobrák, Král sokolů a Adam Šangala[2].
- V roce 2019 se zde natáčela minisérie Dracula.
- Roku 2020 se zde natáčela pátá série seriálu Van Helsing.